# Valdemar IV de Schleswig
Pour les articles homonymes, voir Valdemar IV.
Valdemar IV est duc de Schleswig de 1283 à sa mort, en 1312.

## Biographie
Valdemar IV est le fils aîné du duc Éric Ier de Schleswig et de son épouse Marguerite, la fille de Jaromar II de Rügen.
Après la mort du duc Éric, en 1272, le roi Éric V de Danemark, qui occupait le duché jusqu’à la ville de Schleswig, conclut un accord avec les comtes de Holstein (Jean II de Holstein-Kiel, Adolphe V de Holstein-Segeberg, Gérard II de Holstein-Plön et Henri Ier de Holstein-Rendsburg) : ces derniers lui accordent la tutelle de Valdemar IV et de son frère Éric à condition qu’il s’engage à leur donner l’investiture du duché de Schleswig à leur majorité.
Le roi Éric V reste en possession du duché de Schleswig pendant toute une décennie. C'est même dans la ville de Schleswig qu'il célèbre son mariage avec Agnès de Brandebourg en 1273. Il en investit Valdemar IV en 1283 à Vordingburg, à condition que le duc s’engage à répondre aux demandes de service armé « au roi et au royaume de Danemark » toutes les fois qu’il y serait requis.
Dès l’année suivante, Valdemar IV fait valoir les anciennes prétentions de sa lignée, à savoir qu’il détient le Schleswig à titre héréditaire, comme le roi en son royaume, et qu’il détient en outre des droits sur la succession au trône danois en tant que descendant du roi Abel. Il réaffirme enfin ses prétentions sur l’île d’Als comme partie intégrante du Schleswig. Valdemar IV présente ses requêtes à l’archevêque de Lund et négocie une alliance avec le roi Magnus VI de Norvège, qui est alors en guerre contre le Danemark. Il est capturé avec son drots (Grand Chambellan) à Elseneur alors qu’il tentait de rejoindre son allié norvégien et il est enfermé au château de Søborg.
Le faible roi Éric V ne met pas à profit la situation pour confisquer le fief ; au contraire, il accepte d’ouvrir de nouvelles négociations avec son vassal. Il signe avec lui des accords le 31 mars et le 20 avril 1286. Malgré cela, Valdemar IV n’hésite pas à participer à la grande conspiration de la noblesse qui fomente le meurtre du roi le 22 novembre de la même année. En tant que plus proche parent du roi défunt, il est nommé régent de son successeur, le jeune Éric VI, qui du vivant de son père avait été élu et proclamé roi.
Valdemar IV met à profit sa régence pour s’emparer des îles d’Als, Arrö et Fehmarn, qui faisaient l’objet des revendications du Schleswig. À sa majorité, le roi Éric VI signe une convention avec le duc le 3 février 1296 : il renonce à ses prétentions sur Als et Arrö en échange de l'octroi du titre de prince de Langeland à son frère Éric Langben. Ce pacte est renouvelé le 27 juin 1310, lors de la convention de Middfert, et le duc Valdemar IV meurt deux ans plus tard en 1312.

## Mariage et descendance
Valdemar IV épouse en premières noces Élisabeth de Saxe-Lauenbourg (morte en 1306), fille du duc Jean Ier de Saxe-Lauenbourg. Ils ont un fils :
- Éric II (mort en 1325), duc de Schleswig.

Veuf, Valdemar IV se remarie en 1306 avec Anastasia de Schwerin, fille du comte Nicolas Ier de Schwerin. Ils n'ont pas d'enfants ensemble. Après sa mort, elle se remarie avec Gérard IV de Holstein-Plön.